# Цілинна ділянка (водоохоронна зона річки Обіточної)
Цілинна ділянка — ботанічний заказник місцевого значення. Об'єкт розташований на території Приморського району Запорізької області, водоохоронна зона річки Обіточної.
Площа — 15 га, статус отриманий у 1980 році.